# Мендес, Апарисио
Апари́сио Ме́ндес Манфреди́ни (исп. Aparicio Méndez Manfredini; 24 августа 1904, Ривера, Уругвай — 27 июня 1988, Монтевидео, Уругвай) — уругвайский государственный деятель, президент Уругвая (1976—1981).

## Биография
Получил юридическое образование в Республиканском университете в Монтевидео (адвокат). 

Специалист в области административного права, занимался юридической практикой в университетах, профессор административного права в Республиканском университете с 1934 по 1955 год. Оставил университетское преподавания в результате конфронтации со студенческим союзом, обвинившим его в пропаганде фашистского режима Муссолини в Италии.

Как юрист-теоретик имел большой авторитет в стране и за рубежом. Некоторые из его книг до сих пор используются в научных и учебных заведениях.
Член правого крыла Национальной партии (PN), член избирательного суда в 1940 году, министр здравоохранения с 1961 по 1964 год.
В июне 1973 года, после роспуска президентом Бордаберри Конгресса, под давлением военных был назначен в Государственную Ассамблею, образованную в декабре (орган, исполнявший законодательные и конституционные функции) и в 1974 году стал его председателем.
14 июля 1976 года, через месяц после ухода Бордаберри с поста президента, военная хунта и Государственный Совет избрали его президентом страны сроком на пять лет.
Одним из его первых действий как президента стало издание указа, приостанавливающего политические права лидеров всех партий. В 1980 году провёл плебисцит с целью внесения изменений в конституцию и узаконивания существовавшей власти, но большинство избирателей высказались против.
Был инструментом в руках военных, во время его правления нарушались права человека, тысячи были арестованы и сосланы. Военная хунта попыталась создать видимость законности происходящего и представила проект конституции, которые бойкотировало большинство населения. В 1981 году его сменил генерал Грегорио Альварес, бывший командующий армией.
Был близким личным другом известного испанского гитариста Андреса Сеговии, посвятившему ему свои анекдот № 4 и прелюдию № 8.
Серьёзно болел с 1982 года. Умер в 15-ю годовщину переворота.